# Patince
Patince (in ungherese Path) è un comune della Slovacchia facente parte del distretto di Komárno, nella regione di Nitra.